# Bernard Blancan
Bernard Blancan (ur. 9 września 1958 w Bayonne) – francuski aktor filmowy, teatralny i telewizyjny. Wystąpił w ponad 130 filmach fabularnych, telewizyjnych i krótkometrażowych. Laureat zbiorowej nagrody dla najlepszego aktora na 59. MFF w Cannes za rolę w algierskim filmie wojennym Dni chwały (2006) w reżyserii Rachida Bouchareba.